# Puzzle Bobble Universe
Puzzle Bobble Universe (とびだす!パズルボブル 3D, Tobidasu! Puzzle Bobble 3D) est un jeu vidéo de puzzle développé par Arika et édité par Square Enix, sorti en 2011 sur Nintendo 3DS.

## Accueil
- Jeuxvideo.com : 12/20[1]